# Liste der Bodendenkmale in Lampertswalde
In der Liste der Bodendenkmale in Lampertswalde sind die Bodendenkmale der Gemeinde Lampertswalde und ihrer Ortsteile nach dem Stand der Auflistung von Harald Quietzsch und Heinz Jacob aus dem Jahr 1982 aufgelistet. Eventuelle Änderungen und Ergänzungen, insbesondere aus der Zeit nach der Wende, sind nicht berücksichtigt, da für Sachsen aktuell keine neueren allgemein zugänglichen Bodendenkmallisten vorliegen. Die Baudenkmale sind in der Liste der Kulturdenkmale in Lampertswalde aufgeführt.
| Denkmal-ID | Fundart          | Ortsteil  | Bezeichnung                   | Zeitstellung | Lage                           | Bemerkungen                               | Bild |
| ---------- | ---------------- | --------- | ----------------------------- | ------------ | ------------------------------ | ----------------------------------------- | ---- |
| ?          | besonderer Stein | Blochwitz | Kreuzstein „Kreuzfahrerstein“ | Mittelalter  | im Ort, im Fußboden der Kirche | Kreuzeinritzung, Schutz seit 10. Mai 1973 |      |